# Австралійський кліщовий рикетсіоз
Австралійський кліщовий рикетсіоз (також Австралійський кліщовий тиф, Плямиста гарячка, яку спричинює Rickettsia australis, Квінслендський кліщовий тиф, англ. Australian tick rickettsiosis; Australian tick typhus; Spotted fever due to Rickettsia australis; Queensland tick typhus) — інфекційна хвороба з групи рикетсіозів, яку спричинює Rickettsia australis. Характеризується гарячкою, первинним афектом, регіонарним лімфаденітом, генералізованою лімфаденопатією і висипом.

## Історичні факти
Протягом 1944-1946 років у Північному Квінсленді (Австралія) були виявлені тифозні захворювання, що розвивалися після укусу кліщів, що і стало підставою для тодішньої назви хвороби «кліщовий тиф Північного Квінсленда». Про захворювання вперше повідомили Ендрю, Боннін і Вільямс у 1946 році.

## Етіологія
До збудника захворювання виявилися сприйнятливі білі миші та пацюки, морські свинки. Збудник захворювання добре розвивається в курячих ембріонах, де була відзначена і внутрішньоядерна локалізація цих рикетсій, хоча більшою мірою розмножується в цитоплазмі. Виявлені фактори, які зближують R. australis зі збудником ендемічного висипного тифу R. mooseri.

## Епідеміологічні особливості

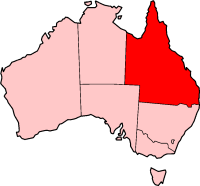
Квінсленд на мапі Австралії.

### Джерело та резервуар інфекції
Відноситься до зоонозів з природною осередковістю. Поширений у штаті Квінсленд в Австралії. Резервуаром інфекції в природі є прокормітелі кліщів — сумчастий щур, опосум, кенгуру тощо.

### Механізм і фактори передачі інфекції
Механізм передачі інфекції — трансмісивний. Передача відбувається через укус іксодових кліщів Ixodes holocyclus та Ixodes tasmani, яки є переносниками хвороби. Передачі збудника від хворої людини до здорової не спостерігається.

### Сприйнятливість та імунітет
Хворіють частіше ті люди, які активно працюють, мандрують або відпочивають у місцях проживання кліщів. Імунітет після перенесеної хвороби стійкий.

## Патогенез
Воротами для збудника є шкіра у місці укусу кліща, де розвивається місцеве запалення шкіри у вигляді первинного афекту. Надалі по лімфатичних судинах рикетсії досягають регіонарних лімфатичних вузлів, обумовлюючи розвиток регіонарного лімфаденіту. Потім рикетсії проникають у кров, спричинюючи ознаки загальної інтоксикації. Локалізуються у ендотелії кровоносних судин. Виражених анатомічних змін вони зазвичай не чинять. Захворювання не супроводжуються розвитком тромбогеморагічного синдрому та тромбоемболічних ускладнень, як це відбувається при епідемічному висипному тифі.

## Клінічні ознаки
У МКХ 10 перегляду хворобу відносять до класу А «Деякі інфекційні та паразитарні хвороби» під кодуванням А.73.
Інкубаційний період триває 7-10 днів. Захворювання починається гостро. Підвищується температура тіла до 38-39°С, гарячка постійного типу триває частіше 5-10 днів. Хворі відзначають загальну слабкість, помірний головний біль, зниження апетиту, помірно виражені міальгії. При огляді майже у всіх хворих виявляють первинний афект і регіонарний лімфаденіт. Відзначається збільшення і інших груп лімфатичних вузлів, але воно виражено менше, ніж регіонарних, болючість їх відсутня, тоді як регіонарний лімфаденіт супроводжується болем при пальпації. Висип з'являється на 4-6-й день хвороби, досить рясний, поліморфний. Елементи висипу складаються частіше з плям до 10 мм діаметром, окремі плями можуть зливатися. Спостерігаються також розеоли, папули, нечасті везикули. Висип поширений по всьому тілу, елементи з'являються також на долонях і підошвах. Висип зберігається протягом усього гарячкового періоду. Захворювання перебігає в легкій або середньотяжкій формах.

## Діагностика
Наразі окрім клініко-епідеміологічної діагностики, яка враховує перебування у ендемічному регіоні, наявність укусу кліща, поява помірної гарячки з висипанням та характерним первинним афектом використовують специфічну діагностику — імуноферментний аналіз (ІФА), полімеразну ланцюгову реакцію.

## Лікування
Оскільки хвороба не є тяжкою, є думки, що слід обмежитися в лікуванні патогенетичною терапією. З етіотропних препаратів використовують тетрацикліни: наразі перевагу має доксициклін 0,1 г 2 рази на день протягом 5-7 днів. Якщо при призначенні доксицикліну (у вищеназваних терапевтичних дозах) через 24-48 годин не наступає нормалізація температури тіла, то це дозволяє виключити австралійський кліщовий рикетсіоз. Наразі продовжується обговорення про можливість застосування при цій хворобі та інших рикетсіозах фторхінолонів.

## Профілактика
Основне значення в профілактиці відводять боротьбі з кліщами, індивідуальним застосуванням засобів захисту проти кліщів. Прийом доксицикліну 1 раз на тиждень по 0,2 г при знаходженні в ендемічних осередках інфекції повністю захищає від розвитку захворювання. Протективний ефект спостерігається при профілактичному прийомі доксицикліну в перші 3 дні після виявлення укусу кліщів. Специфічна профілактика не розроблена.